# Portrety Eugenii Wyszomirskiej-Kuźnickiej
Portrety Eugenii Wyszomirskiej-Kuźnickiej – cykl 26 rysunków wykonanych techniką pastelową w latach 1933–1938 przez Stanisława Ignacego Witkiewicza znajdujących się w zbiorach Muzeum Historii Katowic.

## Historia
Witkacy spotkał trzydziestoletnią Eugenię Wyszomirską  w 1933 roku, gdy spacerowała z ciotką po Nowym Świecie w Warszawie. Kobieta wydała mu się podobna do przedwcześnie zmarłej narzeczonej, malarki Jadwigi Janczewskiej. Witkiewicza zaintrygowały również nieregularne rysy twarzy kobiety. Wyszomirska była wówczas żoną częstochowskiego jubilera, skorzystała jednak z zaproszenia malarza i odwiedziła go w Zakopanem. W ten sposób zaczęły powstawać portrety. Wyszomirska rozwiodła się, zostawiając z byłym mężem syna. W 1935 roku ponownie wyszła za mąż za ratownika tatrzańskiego i fotografa Józefa Stopkę. Kobieta kontynuowała swą znajomość z Witkacym, który nadal tworzył jej pastelowe portrety. Oboje pisali do siebie listy, z których część znajduje się w zbiorach Muzeum Historii Katowic. Witkacy tytułował modelkę „La Dame Asymétrique” (pol. Asymetryczną Damą). Za sprzedanie jednego z portretów właścicielce pensjonatu w Zakopanem, Witkacy zrobił Wyszomirskiej awanturę. Podczas pobytu na Podhalu Wyszomirska uczyła się sztuki fotografii od przyjaciela Witkacego malarza i fotografa Józefa Jana Głogowskiego. Ostatnie portrety powstały w 1938 roku.
Po II wojnie światowej Wyszomirska przeprowadziła się na stałe do Katowic. Podczas zawieruchy utraciła większość z narysowanych przez Witkacego portretów, kilka wymieniła na portret artysty z jednym z kolekcjonerów jego dzieł. Część portretów, według jej własnego świadectwa, sama zniszczyła, uważając je za zbyt awangardowe. Zachowane portrety rozwiesiła w katowickim mieszkaniu. W 1955 roku rozwiodła się ze Stopką. Trzeci raz wyszła za mąż za Waleriana Kuźnickiego. Prowadziła zakład fotograficzny na ul. Poniatowskiego. W testamencie zostawiła kolekcję portretów miastu. Zmarła w Katowicach 23 maja 1979 roku. Kilka portretów odziedziczył syn Wyszomirskiej. Trzy znajdują się w Stanach Zjednoczonych. 26 portretów ofiarowanych miastu stanowiło trzon kolekcji utworzonego w 1983 roku muzeum miejskiego.

## Wystawy
W dniach od 14 lipca do 27 września 2015 roku dziesięć portretów prezentowanych było w przestrzeni Galerii Sztuki Polskiej XX wieku w Muzeum Narodowym w Krakowie (Asymetryczna Dama – Eugenia Wyszomirska).
W siedzibie Muzeum Historii Katowic na ul. Szafranka prezentowana była wystawa Stanisław Ignacy Witkiewicz. Asymetryczna Dama w dniach od 27 listopada 2018 do 3 lutego 2019 roku.

## Cykl portretów
Wszystkie portrety wykonane zostały techniką pastelową na papierze.
| Portret | Tytuł                                                                                        | Data wykonania      | Nr inw.    | Rozmiary       |
| ------- | -------------------------------------------------------------------------------------------- | ------------------- | ---------- | -------------- |
|         | Asymetryczna Dama – Portret Eugenii Wyszomirskiej-Kuźnickiej                                 | sierpień 1933       | MHK/Sz/61  | 63,8 × 46,7 cm |
|         | Asymetryczna Dama – Portret Eugenii Wyszomirskiej-Kuźnickiej                                 | 1933                | MHK/Sz/44  | 60,6 × 45,6 cm |
|         | Asymetryczna Dama – Portret Eugenii Wyszomirskiej-Kuźnickiej – Czerwony kapelusz             | kwiecień 1934       | MHK/Sz/47  | 62,5 × 46,7 cm |
|         | Asymetryczna Dama – Portret Eugenii Wyszomirskiej-Kuźnickiej                                 | 1 maja 1934         | MHK/Sz/50  | 65,2 × 46,5 cm |
|         | Asymetryczna Dama – Portret Eugenii Wyszomirskiej-Kuźnickiej                                 | czerwiec 1934       | MHK/Sz/60  | 61,5 × 46,8 cm |
|         | Asymetryczna Dama – Portret Eugenii Wyszomirskiej-Kuźnickiej – Alcoforado podstawkowy        | październik 1934    | MHK/Sz/62  | 67 × 46,8 cm   |
|         | Asymetryczna Dama – Portret Eugenii Wyszomirskiej-Kuźnickiej                                 | październik 1934    | MHK/Sz/63  | 66,5 × 46,5 cm |
|         | Asymetryczna Dama – Portret Eugenii Wyszomirskiej-Kuźnickiej – T.U                           | październik 1934    | MHK/Sz/65  | 62 x 46,5 cm   |
|         | Asymetryczna Dama – Portret Eugenii Wyszomirskiej-Kuźnickiej – gorąco                        | 14 lutego 1935      | MHK/Sz/57  | 67 × 47,5 cm   |
|         | Asymetryczna Dama – Portret Eugenii Wyszomirskiej-Kuźnickiej                                 | marzec 1935         | MHK/Sz/601 | 67,2 × 46,9 cm |
|         | Asymetryczna Dama – Portret Eugenii Wyszomirskiej-Kuźnickiej                                 | kwiecień 1935       | MHK/Sz/49  | 66 × 46,5 cm   |
|         | Asymetryczna Dama – Portret Eugenii Wyszomirskiej-Kuźnickiej                                 | 14 lipca 1935       | MHK/Sz/58  | 62,5 × 46,5 cm |
|         | Asymetryczna Dama – Portret Eugenii Wyszomirskiej-Kuźnickiej – Zrób Krysię jak Zosię         | 21 kwietnia 1936    | MHK/Sz/43  | 63,5 × 46,5 cm |
|         | Asymetryczna Dama – Portret Eugenii Wyszomirskiej-Kuźnickiej – Z kolanem pod brodą           | 22 kwietnia 1936    | MHK/Sz/51  | 67,6 × 46,8 cm |
|         | Asymetryczna Dama – Portret Eugenii Wyszomirskiej-Kuźnickiej – z pejzażem morskim            | 1 sierpnia 1936     | MHK/Sz/55  | 68 × 47,5 cm   |
|         | Asymetryczna Dama – Portret Eugenii Wyszomirskiej-Kuźnickiej – Powrót z balu                 | 3 września 1936     | MHK/Sz/46  | 66,5 × 45,7 cm |
|         | Asymetryczna Dama – Portret Eugenii Wyszomirskiej-Kuźnickiej                                 | wrzesień 1936       | MHK/Sz/53  | 60,8 × 44,5 cm |
|         | Asymetryczna Dama – Portret Eugenii Wyszomirskiej-Kuźnickiej                                 | 29 lipca 1937       | MHK/Sz/64  | 67 × 46,8 cm   |
|         | Asymetryczna Dama – Portret Eugenii Wyszomirskiej-Kuźnickiej                                 | lipiec 1937         | MHK/Sz/52  | 66,2 × 46,7 cm |
|         | Asymetryczna Dama – Portret Eugenii Wyszomirskiej-Kuźnickiej – Conchita czyli tryumf bestji  | lipiec 1937         | MHK/Sz/56  | 67 × 47 cm     |
|         | Asymetryczna Dama – Portret Eugenii Wyszomirskiej-Kuźnickiej                                 | wrzesień 1937       | MHK/Sz/45  | 62,5 × 47 cm   |
|         | Asymetryczna Dama – Portret Eugenii Wyszomirskiej-Kuźnickiej                                 | 4 października 1937 | MHK/Sz/48  | 67 x 46 cm     |
|         | Asymetryczna Dama – Portret Eugenii Wyszomirskiej-Kuźnickiej – W lustrze                     | 1 marca 1938        | MHK/Sz/600 | 67 x 46,7 cm   |
|         | Asymetryczna Dama – Portret Eugenii Wyszomirskiej-Kuźnickiej – Melancholia rzeczy dokonanych | 25 marca 1938       | MHK/Sz/41  | 58 × 46,2 cm   |
|         | Asymetryczna Dama – Portret Eugenii Wyszomirskiej-Kuźnickiej – W lustrze                     | 28 kwietnia 1938    | MHK/Sz/59  | 63,4 × 47 cm   |
|         | Asymetryczna Dama – Portret Eugenii Wyszomirskiej-Kuźnickiej                                 | 1933–1939           | MHK/Sz/42  | 64,5 × 47,5 cm |